# Doomsday Book (film)
Doomsday Book (Hangul: 인류멸망보고서; Hanja: 人類滅亡報告書; RR: Inryu myeongmang bogoseo; MR: Illyu myŏlmang pogosŏ; lit. "Report on the Destruction of Mankind") este un film-antologie științifico-fantastic sud-coreean din 2012 regizat de Kim Ji-woon și Yim Pil-sung. Este format din trei povestiri diferite despre autodistrugerea omenirii în viitorul apropiat. În speranța restabilirii compasiunii umane în această epocă modernă insensibilă, filmul prezintă o formă alternativă a umanității autentice.

## Prezentare
Filmul este format din trei segmente care n-au legătură între ele:

### I. A Cool New World
(멋진 신세계 "Mutjin Sinsegye")
Omenirea se transformă în zombi din cauza consumului de carne în care se află un virus misterios.
Regizat de către Yim Pil-sung.

### II. Heavenly Creature
(천상의 피조물 "Chunsangui Pijomul")
În viitor, atunci când roboții înlocuiesc munca umană, robotul-ghid RU-4 lucrează la un templu budist. Robotul atinge iluminarea și începe să predice în templu, fiind considerat reîncarnarea lui Budha de către călugări. UR, compania care a fabricat societatea, consideră că robotul RU-4 este o amenințare la adresa ființelor umane și decide să-l demonteze. Un robot-reparator (care inițial se prezintă a fi uman) pe nume Park (Kim Kang-woo) și Bodhisattva Hye-Joo (Kim Gyu-ri) încearcă să salveze robotul de la moartea sa iminentă.
Regizat de către Kim Ji-Woon. În alte roluri Jo Yoon-hee (ca Ji-eun), Kim Seo-hyung (ca Min Yoo-ni, director al companiei de roboti RU), Song Young-chang, Kim Soo-nam (ca un călugăr), Park Gwi-soon (ca un călugăr ghid) și Park Hae-il (vocea robotului).

### III. Happy Birthday
(해피 버스데이)
Park Min-seo (Jin Ji-hee), o fată eminentă, comandă online, printr-un website mai ciudat, o bilă de biliard care, odată livrată, se dovedește a fi un asteroid cu raza de 10 km care lovește Pământul.
Regizat de către Yim Pil-sung.